# Centre spatial Satish-Dhawan

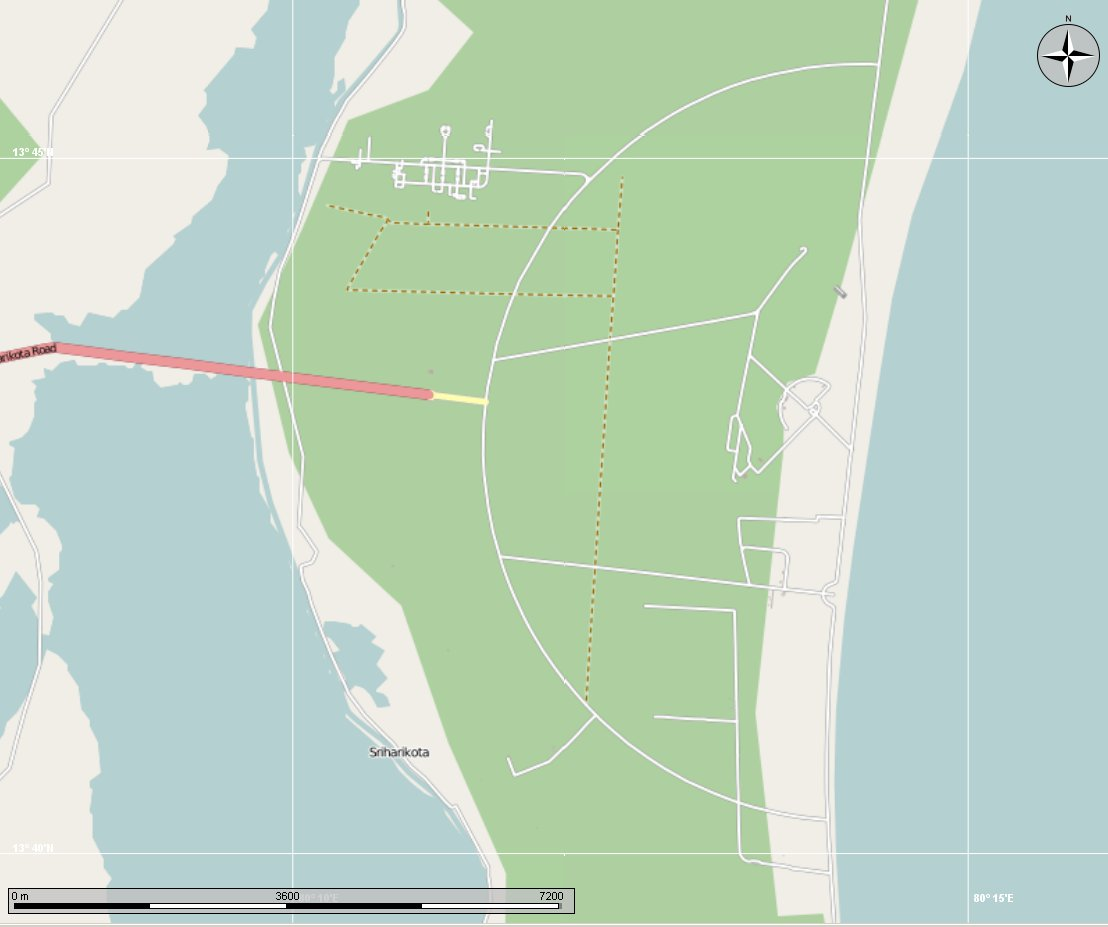
Carte des installations de lancement.

Le centre spatial Satish-Dhawan (en anglais : Satish Dhawan Space Centre ou SDSC est la base de lancement de l'Organisation indienne pour la recherche spatiale (ISRO, l'agence spatiale indienne). Il est situé à l'extrémité orientale de la lagune de Pulicat, sur l'île-barrière de Sriharikota sur la côte orientale de l'Inde — ou Côte de Coromandel — à 80 km au nord de Madras. Il est actif depuis 1971. Fin 2015 une cinquantaine de lancements de satellites avaient été réalisés au rythme croissant (environ 5 par an depuis 2014). La base, implantée en bord de mer, permet de lancer des engins spatiaux sur des orbites polaire et géostationnaire. Les installations comprennent deux pas de tir permettant de lancer indifféremment les lanceurs PSLV et GSLV ainsi que des installations industrielles où sont fabriqués les propulseurs d'appoint à propergol solide.
Le centre spatial porte le nom de Satish Dhawan (1920-2002), ingénieur aéronautique indien qui fut directeur de l'ISRO de 1972 à 1984.

## Les installations

### Complexes de lancement
Le centre de lancement Satish-Dhawan dispose de deux pas de tir opérationnels : 
- Le premier pas de tir (n°1) permet d'assembler et de lancer les deux lanceurs indiens PSLV et GSLV. Inauguré en 1993 il avait été utilisé à 22 reprises fin 2013. Il dispose d'une tour d'assemblage mobile (Mobile Service Tower ou MST) de 76 mètres de haut comportant des plateformes mobiles dans laquelle les différents éléments du lanceur ainsi que la charge utile sont assemblés  et qui est retirée avant le tir. Le lanceur, qui est assemblé sur une solide plateforme métallique, reste sur place pour le tir. Le bâtiment comporte une salle blanche dans laquelle la charge utile est fixée sur le dernier étage du lanceur et encapsulée dans la coiffe. Toutefois les charges utiles du lanceur GSLV sont assemblés à l'étage supérieur et enfermés dans leur coiffe dans le bâtiment de préparation des satellites et le composite résultant est amené au bâtiment d'assemblage. Le batiment est baptisé  VAB (Vehicle Assembly Building).
- Le deuxième pas de tir (n°2), opérationnel depuis 2005, a été construit pour que l'agence spatiale indienne dispose d'installations redondantes en cas d'accident sur le premier pas de tir et pour permettre une accélération de la cadence de tir. Contrairement à ce dernier, le bâtiment d'assemblage est fixe et le lanceur est installé sur un dispositif mobile qui est déplacé jusqu'au pas de tir avant le lancement. Cette deuxième installation baptisée SVAB (Second Vehicle Assembly Building) permet de lancer les PSLV et GSLV y compris pour cette dernière dans les dernières évolutions envisagées (GSLV-MkIII).
- Un troisième pas de tir est utilisé pour les tirs du lanceur léger SSLV. Il a été utilisé pour la première fois pour le tir D1 qui a eu lieu le 7 aout 2022[3].

### Autres installations
Le centre de lancement comporte également :
- Un bâtiment d'assemblage des propulseurs à propergol solide SSAB (Solid Stage Assembly Building) relié par une voie ferrée au bâtiment d'assemblage du pas de tir n°2 (VAB)
- Un bâtiment de préparation des satellites (SP2B).
- Des complexes techniques
- Des installations de guidage et de suivi.

## Historique

### Lancements remarquables depuis le  SDSC
- 1979 : échec du premier lancement expérimental de SLV-3 avec à son bord le satellite Rohini.
- 1980 : succès du second lancement expérimental de SLV-3 avec à son bord le satellite Rohini.
- 1983 : second lancement réussi du lanceur SLV-3. Le satellite RS-D2 est mis sur orbite.
- 1987 : lancement de ASLV, avec à son bord le satellite SROSS-1.
- mai 1992 : troisième tir de développement du lanceur ASLV avec le satellite SROCC-C. Le premier satellite entièrement réalisé en Inde est ainsi mis sur orbite.
- 1993 : échec du premier tir de développement du PSLV emportant le satellite IRS-1E.
- 1994 : réussite, en mai, du quatrième tir de développement d'ASLV et, en octobre, du second tir de développement du Polar Satellite Launch Vehicle (PSLV) emportant le satellite IRS-P2.
- 1995 : lancement du troisième satellite IRS opérationnel.
- mars 1996 : réussite du troisième lancement de développement du PSLV avec IRS-P3.
- septembre 1997 : réussite du premier lancement opérationnel du PSLV, embarquant IRS-1D.
- 26 mai 1999 : le satellite indien IRS-P4 (OCEANSAT), le satellite sud-coréen KITSAT-3 et le satellite allemand DLR-TUBSAT sont lancés de Sriharikota par PSLV-C2.
- 2001 : Geosynchronous Satellite Launch Vehicle-D1 (GSLV-D1, véhicule de lancement de satellites géostationnaires) : premier tir de développement, partiellement réussi, avec à bord le satellite GSAT-1.
- septembre 2002 : le PSLV-C4 lance MetSat-1, ensuite rebaptisé Kalpana-1.
- mai 2003 : second tir de développement réussi pour GSLV-D2 et le satellite GSAT-2.
- septembre 2004 : premier vol opérationnel du GSLV (F01), qui place EDUSAT en orbite.
- mai 2005 : lancement de Cartosat-1 et HAMSAT par un PSLV-C6 depuis le pas de tir N°2 (Universal Launch Pad).
- 10 juillet 2006 : échec du second vol opérationnel de GSLV (F02). Il emportait le satellite INSAT-4C.
- 10 janvier 2007 : lancement réussi de CARTOSAT-2, SRE-1, LAPAN-TUBSAT et PEHUENSAT-1 embarqués sur un PSLV C7.
- 22 janvier 2007 : la capsule SRE-1 amerrit dans le golfe du Bengale et est récupérée par les garde-côtes de la marine indienne, faisant entrer l'Inde dans le cercle restreint des pays maîtrisant la technologie de retour sur terre.
- 23 avril 2007 : PSLV-C8 met sur orbite le satellite italien AGILE.
- 2 septembre 2007 : lancement de GSLV-F04, emportant le satellite INSAT 4CR
- 21 janvier 2008 : PSLV-C10 lance TecSAR.
- 28 avril 2008 : PSLV-C-9 lance deux satellites indiens et huit satellites étrangers.
- 22 octobre 2008 : lancement par PSLV-C11 de Chandrayaan-1, la première sonde spatiale indienne. Celle-ci se place en orbite autour de la Lune.
- 23 septembre 2009 : lancement du satellite SwissCube, conçu par l'EPFL, la HES-SO et l'Université de Neuchâtel.
- 25 décembre 2010 : explosion en vol d'une fusée indienne peu après son décollage. Cette dernière transportait un satellite de télécommunications GSAT-5P.
- 5 novembre 2013 : lancement de la sonde spatiale Mars Orbiter Mission à destination de Mars.
- 15 février 2017 : lancement record de 104 satellites avec une seule fusée PSLV[5].
- 7 aout 2022 : un nouveau complexe de lancement édifié pour permettre les tirs le lanceur léger SSLV est inauguré avec un premier tir qui emporte deux satellites. Toutefois pour les satellites en  orbite héliosynchrone une deuxième base de lancement doit être construite sur la côte méridionale de l'Inde à Kulasekarapattinam dans l'État du Tamil Nadu (district de Tuticorin). Elle permettra d'éviter le survol du Sri Lanka et la manœuvre d'infléchissement de trajectoire nécessaire lorsque le lancement se fait depuis Satish-Dhawan[3].

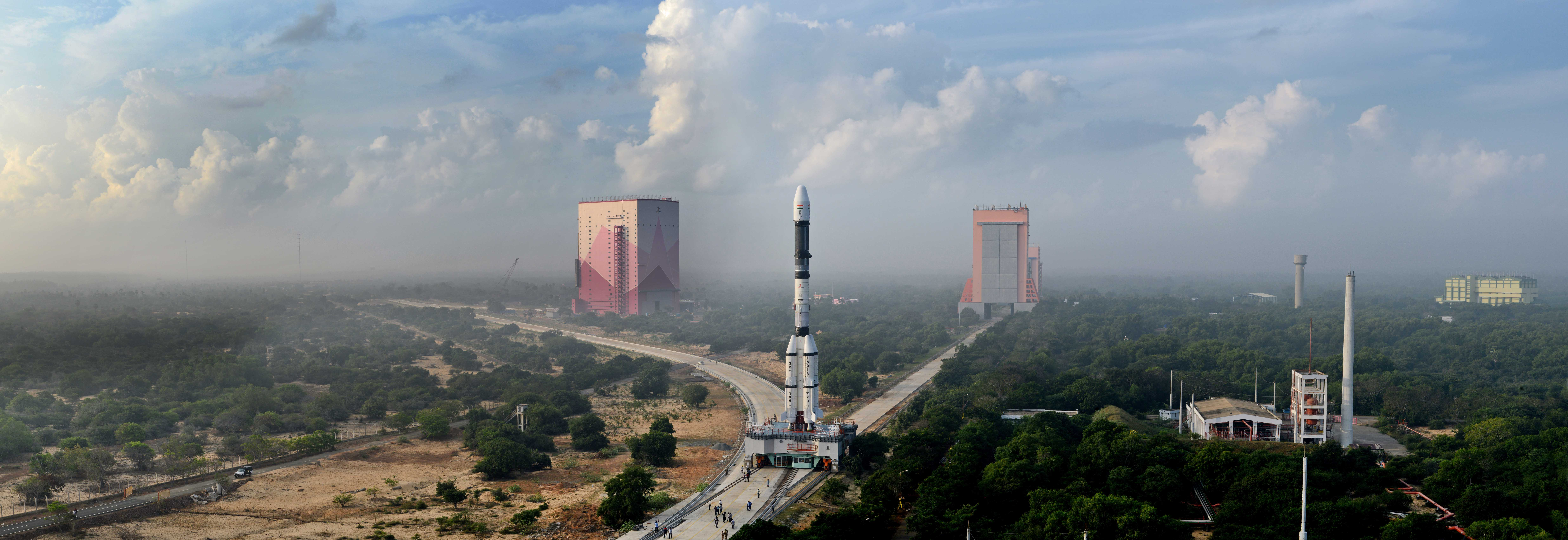
Tir F11 du lanceur GSLV MkII (GSAT-7A). Au premier plan le lanceur est transféré sur sa plateforme de son batiment d'assemblage jusqu'au pas de tir n°2 dédié aux lanceurs GSLV. En arrière plan sont visibles de gauche à droite, le batiment d'assemblage n°2 (SVAB), le batiment d'assemblage n° 1 (VAB), le batiment d'assemblage des étages à propergol solide (SSAB) et le batiment de préparation des charges utiles (SP2B).